# Jacques-Arthur Chatras
Jacques-Arthur Chatras, francoski general, * 1886, † 1971.